# Lingua thailandese

Toni del thailandese.

La  lingua thailandese, anche tailandese o lingua thai (in thailandese ภาษาไทย, Phasa Thai; [pʰaː-saː tʰai] ), è la lingua nazionale e ufficiale della Thailandia e quella parlata principalmente dal popolo thai, il gruppo etnico dominante del paese. In passato è stata nota anche come lingua siamese.
Al 2022, è parlata da 60,7 milioni di persone  totali, tra cui molti non sono madrelingua (L2).

## Storia
Il thailandese fa parte delle lingue tai, nel gruppo della famiglia tai-kadai. Si ritiene che sia originario della Cina meridionale (attuale Yunnan), e alcuni linguisti hanno proposto legami con le lingue austroasiatiche, austronesiane oppure sinotibetane.

## Caratteristiche
È una lingua tonale e analitica. La combinazione delle tonalità, un'ortografia complessa, numerosi accenti e una distintiva fonologia possono fare del thailandese un idioma difficile da imparare per quelli che non parlano già una lingua relazionata.
Nel thailandese non ci sono flessioni verbali (ossia i verbi non cambiano con la persona, tempo, voce, modo e numero) e non ci sono neanche participi. Nel thailandese il verbo ha un'unica forma, le persone si riconoscono dal pronome personale che precede le forme verbali o dal contesto in cui la frase viene inserita. Tempi e modi si distinguono mediante particelle modificative.
Per formare il "passato" si premette al verbo la particella ได้ (dâai). Per formare il "futuro" si premette al verbo la particella จะ (jà'). Per formare il "gerundio" si premette al verbo la particella กำลัง (camlang). Per formare il "participio passato" si pospone al verbo la particella แล้ว (léu).

### Registri
Il thailandese standard è la madrelingua di circa 20 milioni di individui nel paese e si basa sul registro tradizionalmente usato dalla classe colta di Bangkok, diffuso nel paese soprattutto a partire dagli anni trenta del XX secolo. Tra le altre lingue parlate in Thailandia, le più diffuse sono quelle dell'Isan e quella della Thailandia del Nord.
Oltre al thai standard, la lingua thai è formata anche dal thai reale, chiamato ratchasap (ราชาศัพท์, letteralmente "vocabolario reale"), una forma di linguaggio particolarmente ricercato, usato in determinate cerimonie, che si divide in cinque distinti registri:
1. la forma più alta è quella usata dal re e dalla regina
2. la seconda è quella usata dai figli e le figlie del re e dai loro figli e figlie
3. la terza è quella dei monaci e novizi buddhisti ed è chiamata samanen
4. la quarta è quella usata dai membri dei rami minori della casa reale
5. la quinta è quella usata dai thai che non appartengono alla casa reale quando si rivolgono a coloro che parlano le prime tre forme di ratchasap.

## Grammatica
Non vi sono distinzioni morfologiche tra avverbi e aggettivi. I nomi non si inflettono e non hanno genere. Non esistono articoli.
Esistono tuttavia le distinzioni fra parlante maschio e parlante femmina per la prima persona singolare. Nel registro formale viene utilizzato ผม (phõm) per i maschi e ดิฉัน/ฉัน (dichán/chán) per le femmine.
Questa distinzione è osservata solo nel registro formale; nel registro amichevole e volgare, i rispettivi เรา (rao) e กู/กุ (cuu/cu) valgono per entrambi i generi. Da notare che in situazioni informali เรา (rao) può significare sia io che noi. Per evitare incomprensioni, si ricorre alla versione "pluralizzata" del pronome, พวกเรา (phûakrao).
Il passato si esprime con มา (letteralmente "venire") posto a fine frase: คุณซื้ออะไรมา significa «Cos'hai comprato?»